# Daugavpils (novads)
La municipalité de Daugavpils (letton : Daugavpils novads) est une des 110 municipalités (novadi) de la Lettonie située au sud-est du pays à la frontière avec la Lituanie et la Biélorussie. Le chef-lieu de la municipalité est la ville de Daugavpils, qui néanmoins n'en fait pas partie possédant le statut de la ville républicaine.
La municipalité a été créée le 1er juillet 2009 en conséquence de la réforme administrative territoriale par la réunion de 19 communes du district de Daugavpils.

## Liste des communes
- commune d'Ambeļi (Ambeļu pagasts)

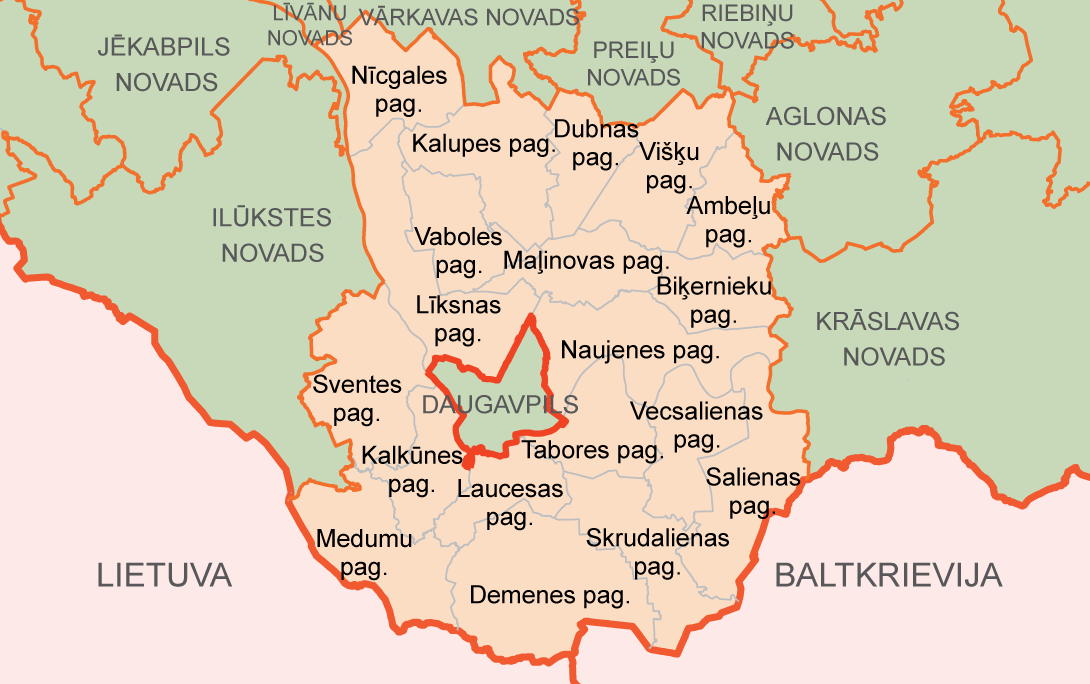
Communes (pagasti) de la municipalité

- commune de Biķernieki (Biķernieku pagasts)
- commune de Demene (Demenes pagasts)
- commune de Dubna (Dubnas pagasts)
- commune de Kalkūne (Kalkūnes pagasts)
- commune de Kalupe (Kalupes pagasts)
- commune de Laucesa (Laucesas pagasts)
- commune de Līksna (Līksnas pagasts)
- commune de Maļinova (Maļinovas pagasts)
- commune de Medumi (Medumu pagasts)
- commune de Naujene (Naujenes pagasts)
- commune de Nīcgale (Nīcgales pagasts)
- commune de Saliena (Salienas pagasts)
- commune de Skrudaliena (Skrudalienas pagasts)
- commune de Svente (Sventes pagasts)
- commune de Tabore (Tabores pagasts)
- commune de Vabole (Vaboles pagasts)
- commune de Vecsaliena (Vecsalienas pagasts)
- commune de Višķi (Višķu pagasts)

## Démographie
Les statistiques sont données pour le 1er mars 2011 selon le recensement de 2011.

### Groupes ethniques
| Ethnie                                    | Nombre | %       |
| ----------------------------------------- | ------ | ------- |
| Russes                                    | 10 712 | 42,63 % |
| Lettons                                   | 8 717  | 34,69 % |
| Polonais                                  | 3 226  | 12,84 % |
| Biélorusses                               | 1 546  | 6,15 %  |
| Ukrainiens                                | 322    | 1,28 %  |
| Lituaniens                                | 236    | 0,94 %  |
| Autres et ceux avec l'ethnie non indiquée | 368    | 1,46 %  |

### Langues parlées à la maison
| Langue       | Nombre | %       |
| ------------ | ------ | ------- |
| russe        | 16 469 | 65,54 % |
| letton       | 5 883  | 23,41 % |
| polonais     | 93     | 0,37 %  |
| lituanien    | 20     | 0,08 %  |
| biélorusse   | 8      | 0,03 %  |
| ukrainien    | 5      | 0,02 %  |
| Autres       | 40     | 0,16 %  |
| Non indiquée | 2609   | 10,38 % |